# Soweto Open
Il Soweto Open è stato un torneo professionistico di tennis giocato sul cemento, che faceva parte dell'ATP Challenger Tour e dell'ITF Women's Circuitm nella categoria $100.000 +H. Nella sua ultima edizione, nel 2013, è stato declassato a $50.000 +H. Si giocava annualmente all'Arthur Ashe Tennis Centre di Soweto a Johannesburg in Sudafrica dal 2009 al 2013.

## Albo d'oro

### Singolare maschile
| Anno | Campione           | Finalista          | Punteggio               |
| ---- | ------------------ | ------------------ | ----------------------- |
| 2013 | Vasek Pospisil     | Michał Przysiężny  | 6(7)–7, 6–0, 4–1 ritiro |
| 2012 | Non disputato      | Non disputato      | Non disputato           |
| 2011 | Izak van der Merwe | Rik De Voest       | 6(2)–7, 7–5, 6–3        |
| 2010 | Dustin Brown       | Izak van der Merwe | 7–6(2), 6–3             |
| 2009 | Fabrice Santoro    | Rik De Voest       | 7–5, 6–4                |

### Doppio maschile
| Anno | Campioni                        | Finalisti                          | Punteggio        |
| ---- | ------------------------------- | ---------------------------------- | ---------------- |
| 2013 | Prakash Amritraj Rajeev Ram     | Purav Raja Divij Sharan            | 7–6(1), 7–6(1)   |
| 2012 | Non disputato                   | Non disputato                      | Non disputato    |
| 2011 | Michael Kohlmann Alexander Peya | Andre Begemann Matthew Ebden       | 6–2, 6–2         |
| 2010 | Nicolas Mahut Lovro Zovko       | Raven Klaasen Izak van der Merwe   | 6–2, 6–2         |
| 2009 | George Bastl Chris Guccione     | Michail Elgin Aleksandr Kudrjavcev | 6–2, 4–6, [11–9] |

### Singolare femminile
| Anno | Campionessa          | Finalista           | Punteggio        |
| ---- | -------------------- | ------------------- | ---------------- |
| 2013 | Tímea Babos          | Chanel Simmonds     | 6(3)–7, 6–4, 6–1 |
| 2012 | Non disputato        |                     |                  |
| 2011 | Valerija Savinych    | Petra Cetkovská     | 6–1, 6–3         |
| 2010 | Nina Bratchikova     | Tamarine Tanasugarn | 7–5, 7–6(2)      |
| 2009 | Anastasija Sevastova | Eva Hrdinova        | 6–2, 6–2         |

### Doppio femminile
| Anno | Campionesse                                                                                | Finaliste                            | Punteggio         |
| ---- | ------------------------------------------------------------------------------------------ | ------------------------------------ | ----------------- |
| 2013 | Magda Linette Chanel Simmonds                                                              | Samantha Murray Jade Windley         | 6–1, 6–3          |
| 2012 | Non disputato                                                                              |                                      |                   |
| 2011 | Tutti i match di doppio sono stati sospesi a causa della forte pioggia e delle inondazioni |                                      |                   |
| 2010 | Vitalia Diatchenko Eirini Georgatou                                                        | Marina Erakovic Tamarine Tanasugarn  | 6–3, 5–7, [16–14] |
| 2009 | Naomi Cavaday Lesya Tsurenko                                                               | Kristina Kucova Anastasija Sevastova | 6–2, 2–6, [11–9]  |